# Pectinella sigsbeei
Pectinella sigsbeei is een tweekleppigensoort uit de familie van de Entoliidae. De wetenschappelijke naam van de soort is voor het eerst geldig gepubliceerd in 1886 door Dall.